# چو گو-هام
چو گو-هام (انگلیسی: Cho Gu-ham؛ زادهٔ ۳۰ ژوئیهٔ ۱۹۹۲) جودوکار اهل کره جنوبی است.